# Oukase

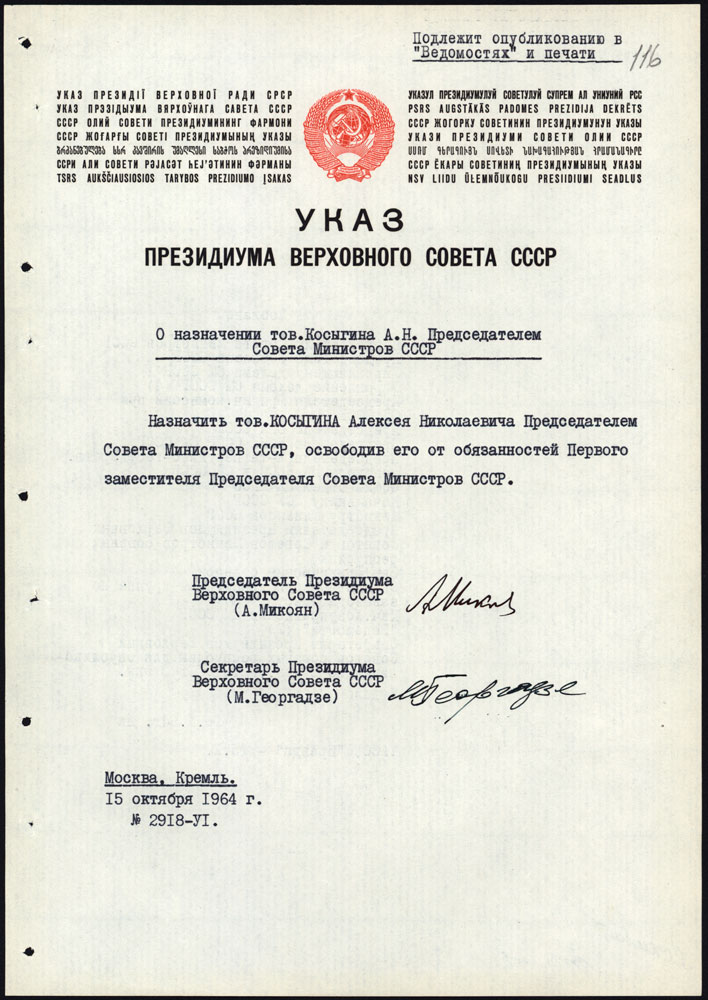
Exemple d'oukase soviétique : le 15 octobre 1964, nomination d'Alexis Kossyguine à la tête du Conseil des ministres de l'URSS. Signé par deux membres du Præsidium du Soviet suprême de l'URSS : Anastase Mikoïan, son président, et, son secrétaire.

Un oukase,,, ou ukase, (en russe : указ, oukaz), mot parfois orthographié oukaze, est un terme juridique russe, dont l’équivalent en droit romain est décret ou édit.

## Historique dans l'Empire russe et l'Union soviétique
Dans l'Empire russe, c'est une proclamation du tsar ou du patriarche qui a force de loi. Un exemple est l'oukase d'Ems (1876) interdisant l'usage de l'ukrainien dans l'Empire.
Après la révolution russe, les proclamations importantes du gouvernement soviétique sont appelées « décrets » (en russe : декрет, dekret), les proclamations de portée plus limitée, « oukases ». Ces deux termes sont habituellement traduits de façon identique : décret.

## Ordre exécutoire du président de la Russie

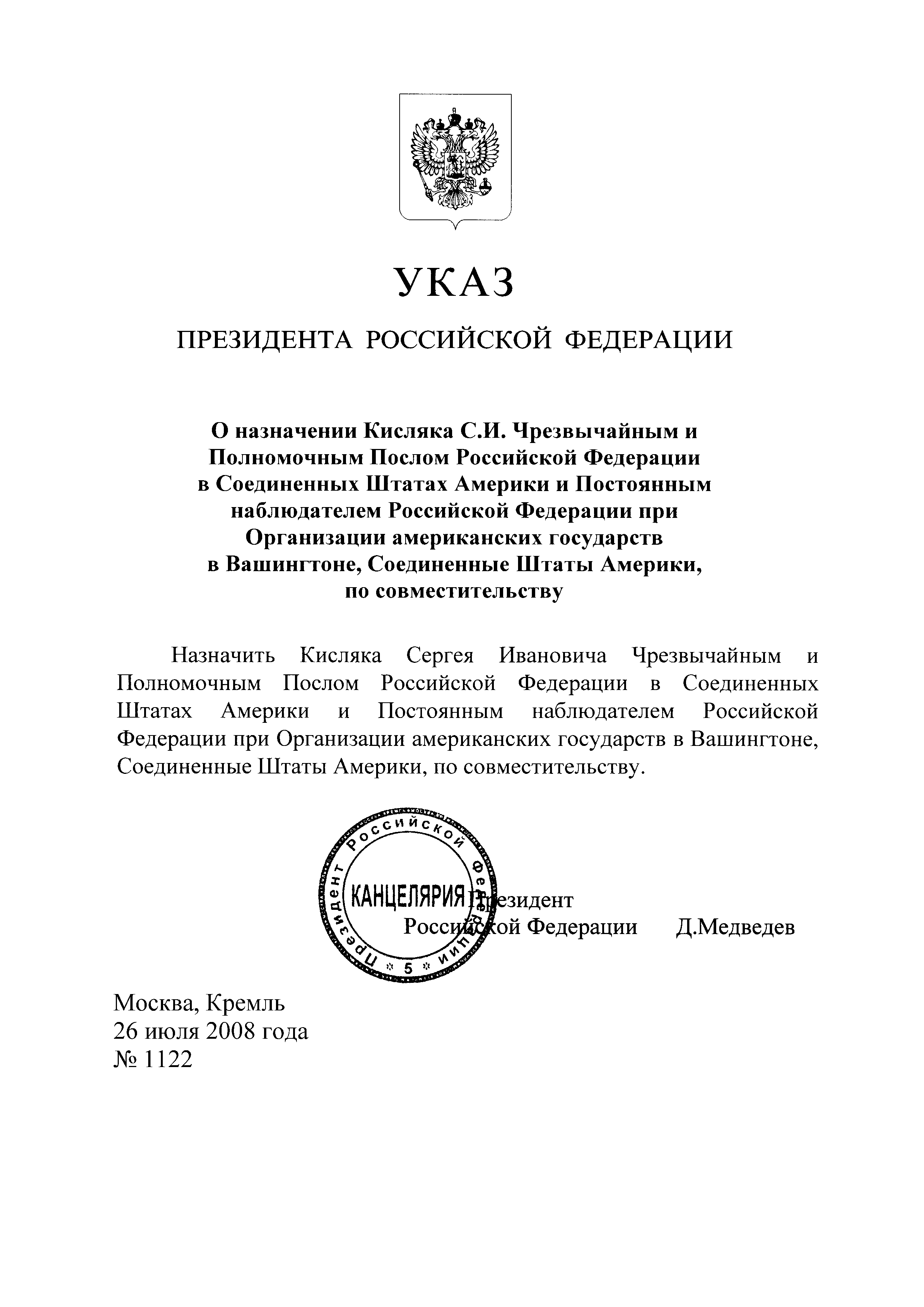
Oukase no 1122 du 26 juillet 2008 : nomination de Sergueï Kisliak au poste d’ambassadeur de la fédération de Russie aux États-Unis. Signé : Dmitri Medvedev, président de la fédération de Russie.

Selon la Constitution russe de 1993, en vigueur en 2025, un oukase est un décret présidentiel (ru), ayant force de loi, mais ne pouvant pas modifier l'application de lois existantes et pouvant être abrogé par une loi de l'Assemblée fédérale.

## Sens figuré en français
En français, comme dans de nombreuses langues, le mot  « oukase » est utilisé de manière figurative pour désigner, en politique ou au sein d'une organisation civile ou de la vie économique, un acte d’autorité arbitraire, ou une décision discrétionnaire prise par le dépositaire d’un pouvoir,,, ; cette extension se retrouve dans le domaine de la vie courante pour signaler, souvent de manière ironique, une prise de position péremptoire de la part d’une personne.